# John Steiner
John Steiner, född 7 januari 1941 i Chester i Cheshire, död 31 juli 2022 i La Quinta i Kalifornien, var en brittisk skådespelare som är mest känd för sin medverkan i italienska filmer under 1970- och 80-talen. Under senare delen av sitt liv lade han skådespeleriet på hyllan och arbetade istället som fastighetsmäklare i Kalifornien.

## Filmografi
| År   | Titel                                                                            | Roll                                         | Noter       |
| ---- | -------------------------------------------------------------------------------- | -------------------------------------------- | ----------- |
| 1965 | Front Page Story                                                                 | Boscombes assistent                          |             |
| 1965 | The Wednesday Play                                                               | Thornton                                     |             |
| 1966 | Public Eye                                                                       | Brian Graham                                 |             |
| 1966 | Orlando                                                                          | Trevor Beale                                 |             |
| 1967 | Helgonet                                                                         | Grey Wyler                                   |             |
| 1967 | Mordet på Marat                                                                  | Monsieur Dupere                              |             |
| 1967 | Sanctuary                                                                        | Mr. Waller                                   |             |
| 1967 | The Troubleshooters                                                              | Lord Flavell                                 |             |
| 1967 | Min kompis Djävulen                                                              | TV kommentator                               | Okrediterad |
| 1968 | The Franchise Trail                                                              | Oliver Donut                                 |             |
| 1968 | Arbete är ett 'fult' ord                                                         | Anthony                                      |             |
| 1969 | Armchair Theatre                                                                 | Nigel / Gooch                                |             |
| 1969 | Tepepa                                                                           | Doktor Henry Price                           |             |
| 1969 | ITV Saturday Night Theatre                                                       | Stephen                                      |             |
| 1969 | Tolv plus en                                                                     | Stanley Duncan                               |             |
| 1970 | Department S                                                                     | Hershall                                     |             |
| 1970 | A Girl Called Jules                                                              | Luciano                                      |             |
| 1970 | Alba pagana                                                                      | Roderick Rodney Stanton                      |             |
| 1970 | L'asino d'oro: processo per fatti strani contro Lucius Apuleius cittadino romano | Aristomene                                   |             |
| 1970 | El bosque del lobo                                                               | Robert                                       |             |
| 1970 | Incontro d'amore                                                                 | Arthur Glenn                                 |             |
| 1971 | Hine                                                                             | Jeremy Windsor                               |             |
| 1971 | Utredningen är avslutad, glöm fallet                                             | Biro                                         |             |
| 1972 | The Sextet                                                                       | Simon Tesco                                  |             |
| 1972 | Kör odjuret på ettan                                                             | Ingegner Montelli                            |             |
| 1972 | Rads 1000                                                                        |                                              | Okrediterad |
| 1973 | Mafioso!                                                                         | Lambro                                       |             |
| 1973 | ITV Playhouse                                                                    | Johnny / Prince Borodski / Mr. Charles Dumby |             |
| 1973 | Den stora massakern                                                              | Överste Dollmann                             |             |
| 1973 | Sommarnöjet                                                                      | Scagnetti                                    |             |
| 1973 | Varghunden                                                                       | Charles 'Beauty' Smith                       |             |
| 1974 | L'invenzione di Morel                                                            | Morel                                        |             |
| 1974 | Occupations                                                                      | Terrini                                      |             |
| 1974 | Varghundens utmaning                                                             | Beauty Smith / Charles Forth                 |             |
| 1975 | L'ultimo giorno di scuola prima delle vacanze di Natale                          | Il Tenente                                   |             |
| 1975 | Djävulens baby                                                                   | Tommy Morris                                 |             |
| 1975 | Una ondata di piacere                                                            | George                                       |             |
| 1975 | Roma violenta                                                                    | Franco Spadoni 'Chiodo'                      |             |
| 1975 | Il cav. Costante Nicosia demoniaco, ovvero: Dracula in Brianza                   | Greve Dragulescu                             |             |
| 1976 | Salong Kitty                                                                     | Reinhard Heydrich                            |             |
| 1976 | Le guêpier                                                                       | Fiskare                                      |             |
| 1976 | Mark colpisce ancora                                                             | Paul Henkel                                  |             |
| 1976 | Le deportate della sezione speciale SS                                           | Herr Erner                                   |             |
| 1976 | Milano violenta                                                                  | Fausto                                       |             |
| 1976 | E tanta paura                                                                    | Hoffmann                                     |             |
| 1977 | La gabbia                                                                        | Il professore                                |             |
| 1977 | Von Buttiglione Sturmtruppenführer                                               | Schwein                                      |             |
| 1977 | Shock                                                                            | Bruno Baldini                                |             |
| 1977 | La malavita attacca. La polizia risponde                                         | Rufy                                         |             |
| 1977 | L'avvocato della mala                                                            | Killer                                       |             |
| 1977 | Antonio Gramsci: i giorni del carcere                                            | Laurin                                       |             |
| 1978 | Il prigioniero                                                                   | Michele Laiesi                               |             |
| 1978 | Du tar mig aldrig levande                                                        | Donald Grayson                               |             |
| 1978 | L'amour en question                                                              | Tom Hastings                                 |             |
| 1978 | Effetti speciali                                                                 |                                              | Okreditrad  |
| 1979 | Il piccolo Archimede                                                             | Alfred                                       |             |
| 1979 | BBC Play of the Month                                                            | Leo / Trenchard Voysey                       |             |
| 1979 | Caligula                                                                         | Longinus                                     |             |
| 1980 | Action                                                                           | Managern                                     |             |
| 1980 | The Sandbaggers                                                                  | Trevor D'Arcy                                |             |
| 1980 | Djungelmassakern                                                                 | Major William Cash                           |             |
| 1981 | The Salamander                                                                   | Kapten Roditi                                |             |
| 1981 | Car Crash                                                                        | Kirby                                        |             |
| 1982 | I cacciatori del cobra d'oro                                                     | Kapten David Franks                          |             |
| 1982 | Tenebre                                                                          | Christiano Berti                             |             |
| 1983 | Il mondo di Yor                                                                  | Overlord                                     |             |
| 1983 | Mystère                                                                          | Ivanov                                       |             |
| 1984 | I racconti del maresciallo                                                       | Archibald Allen                              |             |
| 1984 | I sopravvissuti della città morta                                                | Lord Dean                                    |             |
| 1984 | I due carabinieri                                                                | Galningen på tåget                           |             |
| 1984 | Un caso d'incoscienza                                                            | Milton Tennyson                              |             |
| 1985 | A.D.                                                                             | Simon the Magus                              |             |
| 1985 | Inferno in diretta                                                               | Vlado                                        |             |
| 1985 | Affär i Berlin                                                                   | Oskar Engelhart                              |             |
| 1985 | Kommando Leopard                                                                 | Smithy                                       |             |
| 1986 | Troppo forte                                                                     | Mr. Adams                                    |             |
| 1986 | Cobra Mission                                                                    | James Walcott                                |             |
| 1986 | Camping del terrore                                                              | Dr. Olsen                                    |             |
| 1986 | Notte d'estate con profilo greco, occhi a mandorla e odore di basilico           | Frederick                                    |             |
| 1986 | Lone Runner                                                                      | Skorm                                        |             |
| 1987 | Giulia e Giulia                                                                  | Alex                                         |             |
| 1987 | Portami la luna                                                                  |                                              | Okrediterad |
| 1988 | Hajarnas natt                                                                    | Rosentski                                    |             |
| 1988 | Der Commander                                                                    | Duclaud                                      |             |
| 1988 | Striker                                                                          | Kariasin                                     |             |
| 1988 | Appuntamento a Liverpool                                                         |                                              | Okrediterad |
| 1988 | Big Man: Boomerang                                                               | Zebra                                        |             |
| 1989 | The Nightmare Years                                                              | Reverend Lenz                                |             |
| 1989 | Sinbad of the Seven Seas                                                         | Jaffar                                       |             |
| 1989 | Gioco al massacro                                                                | Danilo                                       |             |
| 1990 | A Season of Giants                                                               | Cardinal Riario                              |             |
| 1991 | Paprika                                                                          | Principe Ascanio                             |             |